# Amphorella melampoides
Amphorella melampoides Lowe, 1831 è una specie di un mollusco gasteropode terrestre polmonato della famiglia Ferussaciidae endemica dell'isola di Madera, territorio nell'oceano Atlantico appartenente al Portogallo.